# 长刺卫矛
长刺卫矛（学名：Euonymus wilsonii）为卫矛科卫矛属的植物，是中国的特有植物。分布在中国大陆的四川、广西、云南等地，生长于海拔330米至2,250米的地区，目前尚未由人工引种栽培。